# Радек Факса
Радек Факса (чеськ. Radek Faksa, нар. 9 січня 1994, Опава) — чеський хокеїст, центральний нападник клубу НХЛ «Даллас Старс». Гравець збірної команди Чехії.

## Ігрова кар'єра
Хокеєм розпочав займатись ще в 11 років, цьому сприяла йому мама, яка виховувала сина одна. У п'ятнадцять років отримав пропозицію переїхати до  команду «Оцеларжи», де власне і відграв два роки виступаючи в молодіжній лізі чеської екстраліги. Саме тут на юнака звернули увагу скаути з Канади і вже свій наступний сезон 2011/12 Радек розпочав в новому клубі «Кітченер Рейнджерс» (ОХЛ).
У складі «Кітченер Рейнджерс» в першому сезоні він грав у другій ланці. Центральне скаутське бюро НХЛ досить високо оцінило його шанси на потрапляння до команд НХЛ. У 2012 Факса номінували на престижний Приз сім'ї Еммс але Радек посів друге місце, а сам приз дістався канадцю Аарону Екбладу.
22 травня 2012 року був обраний на драфті НХЛ під 13-м загальним номером командою «Даллас Старс». Також він потрапив і до драфту КХЛ, під 7-м загальним номером його обрав російський клуб «Нафтохімік» (Нижньокамськ).
10 січня 2014 року Факса був проданий з клубу «Кітченер» до «Садбері Вулвс» в обмін на іншого чеського гравця Домініка Кубалика.
6 липня 2012 року, Радек підписав контракт з «Даллас Старс». Після завершення контракту з «Вулвс», 3 квітня 2014 року Факса перейшов до фарм-клубу «Далласа» «Техас Старс» (АХЛ).
6 листопада 2015 року Радек закинув першу шайбу в НХЛ в переможному матчі проти «Кароліна Гаррікейнс».

## Збірна
Був гравцем молодіжної збірної Чехії, у складі якої брав участь у 18 іграх. 
У складі національної збірної Чехії брав участь у чемпіонаті світу 2016 та Кубку світу 2016.

## Нагороди та досягнення
- Володар Кубка Колдера в складі «Техас Старс» — 2014.

## Статистика

### Клубні виступи
| Сезон        | Клуб                 | Ліга         | Регулярний сезон | Регулярний сезон | Регулярний сезон | Регулярний сезон | Регулярний сезон | Плей-оф | Плей-оф | Плей-оф | Плей-оф | Плей-оф |
| Сезон        | Клуб                 | Ліга         | І                | Г                | П                | О                | ШХ               | І       | Г       | П       | О       | ШХ      |
| ------------ | -------------------- | ------------ | ---------------- | ---------------- | ---------------- | ---------------- | ---------------- | ------- | ------- | ------- | ------- | ------- |
| 2009–10      | «Оцеларжи»           | ЧЕ U20       | 36               | 19               | 19               | 38               | 52               | —       | —       | —       | —       | —       |
| 2010–11      | «Оцеларжи»           | ЧЕ U20       | 24               | 9                | 6                | 15               | 12               | 2       | 2       | 2       | 4       | 4       |
| 2011–12      | «Кітченер Рейнджерс» | ОХЛ          | 62               | 29               | 37               | 66               | 47               | 13      | 2       | 4       | 6       | 10      |
| 2012–13      | «Кітченер Рейнджерс» | ОХЛ          | 39               | 9                | 22               | 31               | 26               | 10      | 4       | 2       | 6       | 4       |
| 2012–13      | «Техас Старс»        | АХЛ          | 2                | 0                | 1                | 1                | 0                | —       | —       | —       | —       | —       |
| 2013–14      | «Кітченер Рейнджерс» | ОХЛ          | 30               | 16               | 11               | 27               | 22               | —       | —       | —       | —       | —       |
| 2013–14      | «Садбері Вулвс»      | ОХЛ          | 29               | 5                | 16               | 21               | 26               | 5       | 1       | 2       | 3       | 10      |
| 2013–14      | «Техас Старс»        | АХЛ          | 6                | 1                | 2                | 3                | 6                | 21      | 4       | 0       | 4       | 8       |
| 2014–15      | «Техас Старс»        | АХЛ          | 32               | 4                | 6                | 10               | 12               | —       | —       | —       | —       | —       |
| 2015–16      | «Техас Старс»        | АХЛ          | 28               | 15               | 11               | 26               | 22               | —       | —       | —       | —       | —       |
| 2015–16      | «Даллас Старс»       | НХЛ          | 45               | 5                | 7                | 12               | 16               | 13      | 3       | 2       | 5       | 2       |
| 2016–17      | «Даллас Старс»       | НХЛ          | 80               | 12               | 21               | 33               | 67               | —       | —       | —       | —       | —       |
| Усього в НХЛ | Усього в НХЛ         | Усього в НХЛ | 125              | 17               | 28               | 45               | 83               | 13      | 3       | 2       | 5       | 2       |

### Збірна
| Рік                | Команда            | Турнір             | Місце              | І  | Г | П | О | ШХ |
| ------------------ | ------------------ | ------------------ | ------------------ | -- | - | - | - | -- |
| 2011               | Чехія              | ЮЧС18              | 8-е                | 6  | 0 | 0 | 0 | 2  |
| 2012               | Чехія              | МЧС                | 5-е                | 6  | 2 | 0 | 2 | 4  |
| 2013               | Чехія              | МЧС                | 5-е                | 6  | 0 | 2 | 2 | 2  |
| 2014               | Чехія              | МЧС                | 6-е                | 5  | 1 | 0 | 1 | 2  |
| 2016               | Чехія              | ЧС                 | 5-е                | 3  | 0 | 0 | 0 | 0  |
| 2016               | Чехія              | КС                 | 6-е                | 1  | 0 | 0 | 0 | 0  |
| Молодіжна збірна   | Молодіжна збірна   | Молодіжна збірна   | Молодіжна збірна   | 23 | 3 | 2 | 5 | 10 |
| Національна збірна | Національна збірна | Національна збірна | Національна збірна | 4  | 0 | 0 | 0 | 0  |